# Джеральд Булл
Джеральд Вінсент Булл (англ. Gerald Bull Vincent, 9 березня 1928 — 22 березня 1990 р.р.) — канадський інженер, який спеціалізувався на далекобійній артилерії. Його проектом була спроба запустити супутник в космос за допомогою так званої «супергармати», подібної до тієї, що описана в романі Жюля Верна «З Землі на Місяць». Довгий час не маючи можливості знайти собі спонсора для здійснення цього проекту, він урешті-решт знайшов його в особі правителя Іраку Саддама Хусейна і іракського режиму, в обмін на що очолив іракський проект по створенню супергармати під назвою проект «Вавилон».
Булл був убитий кулями вбивці біля свого будинку в Брюсселі в 1990 році, через два роки після початку співробітництва з Іраком. За деякими даними, він був ліквідований Моссадом.